# Гірценгайн
Гірценгайн (нім. Hirzenhain) — сільська громада в Німеччині, знаходиться в землі Гессен. Підпорядковується адміністративному округу Дармштадт. Входить до складу району Веттерау.
Площа — 16,11 км2. Населення становить 2879 ос. (станом на 31 грудня 2020).